# 外积 (张量积)
外积（英語：outer product），在线性代数中一般指两个向量的张量積，其結果為一矩陣；與外积相對，兩向量的內積結果為純量。
外積也可視作是矩陣的克羅內克積的一種特例。注意到：一些作者將「張量的外積」作為張量積的同義詞。

## 矩阵乘法定义
向量的外积是矩阵的克罗内克积的特殊情况。
给定{\displaystyle m\times 1} 列向量{\displaystyle \mathbf {u} }和{\displaystyle 1\times n} 行向量{\displaystyle \mathbf {v} }，它们的外积{\displaystyle \mathbf {u} \otimes \mathbf {v} }被定义为{\displaystyle m\times n}矩阵{\displaystyle \mathbf {A} }，结果出自
{\displaystyle \mathbf {u} \otimes \mathbf {v} =\mathbf {A} =\mathbf {u} \mathbf {v} }
这里的张量积就是向量的乘法。
使用坐标：
{\displaystyle {\begin{bmatrix}b_{1}\\b_{2}\\b_{3}\\b_{4}\end{bmatrix}}\otimes {\begin{bmatrix}a_{1}&a_{2}&a_{3}\end{bmatrix}}={\begin{bmatrix}a_{1}b_{1}&a_{2}b_{1}&a_{3}b_{1}\\a_{1}b_{2}&a_{2}b_{2}&a_{3}b_{2}\\a_{1}b_{3}&a_{2}b_{3}&a_{3}b_{3}\\a_{1}b_{4}&a_{2}b_{4}&a_{3}b_{4}\end{bmatrix}}}
对于复数向量，习惯使用{\displaystyle \mathbf {v} }的复共轭(指示为{\displaystyle {\bar {\mathbf {v} }}})，因为人们把行向量认为是对偶空间的复共轭向量空间的元素：
{\displaystyle \mathbf {u} \otimes \mathbf {v} =\mathbf {A} =\mathbf {u} {\bar {\mathbf {v} }}}
如果{\displaystyle \mathbf {v} }是列向量，定义变为：
{\displaystyle \mathbf {u} \otimes \mathbf {v} =\mathbf {A} =\mathbf {u} \mathbf {v} ^{*}}
这里的{\displaystyle \mathbf {v} ^{*}}是{\displaystyle \mathbf {v} }的共轭转置。

### 相对于外积
如果{\displaystyle \mathbf {v} }是列向量，而且m = n，则可以采用其他方式的积，生成一个标量(或{\displaystyle 1\times 1}矩阵):
{\displaystyle \left\langle \mathbf {u} ,\mathbf {v} \right\rangle =\left\langle \mathbf {v} ,\mathbf {u} \right\rangle =\mathbf {v} \mathbf {u} }
它是欧几里得空间的标准内积，常叫做点积。

## 抽象定义
给定向量{\displaystyle v\in V}和余向量{\displaystyle w^{*}\in W^{*}}，张量积{\displaystyle v\otimes w^{*}}给出映射{\displaystyle A\colon W\to V}，在同构{\displaystyle \mathrm {Hom} (W,V)=W^{*}\otimes V}之下。
具体的说，给定{\displaystyle w\in W}，
{\displaystyle A(w):=w^{*}(w)v}
这里的{\displaystyle w^{*}(w)}是{\displaystyle w^{*}}在w上的求值，它生成一个标量，接着乘v。
可作为替代，它是{\displaystyle w^{*}\colon W\to K}与{\displaystyle v\colon K\to V}的复合。
如果{\displaystyle W=V}，则还可以配对{\displaystyle w^{*}(v)}，这是内积。